# Planetologia

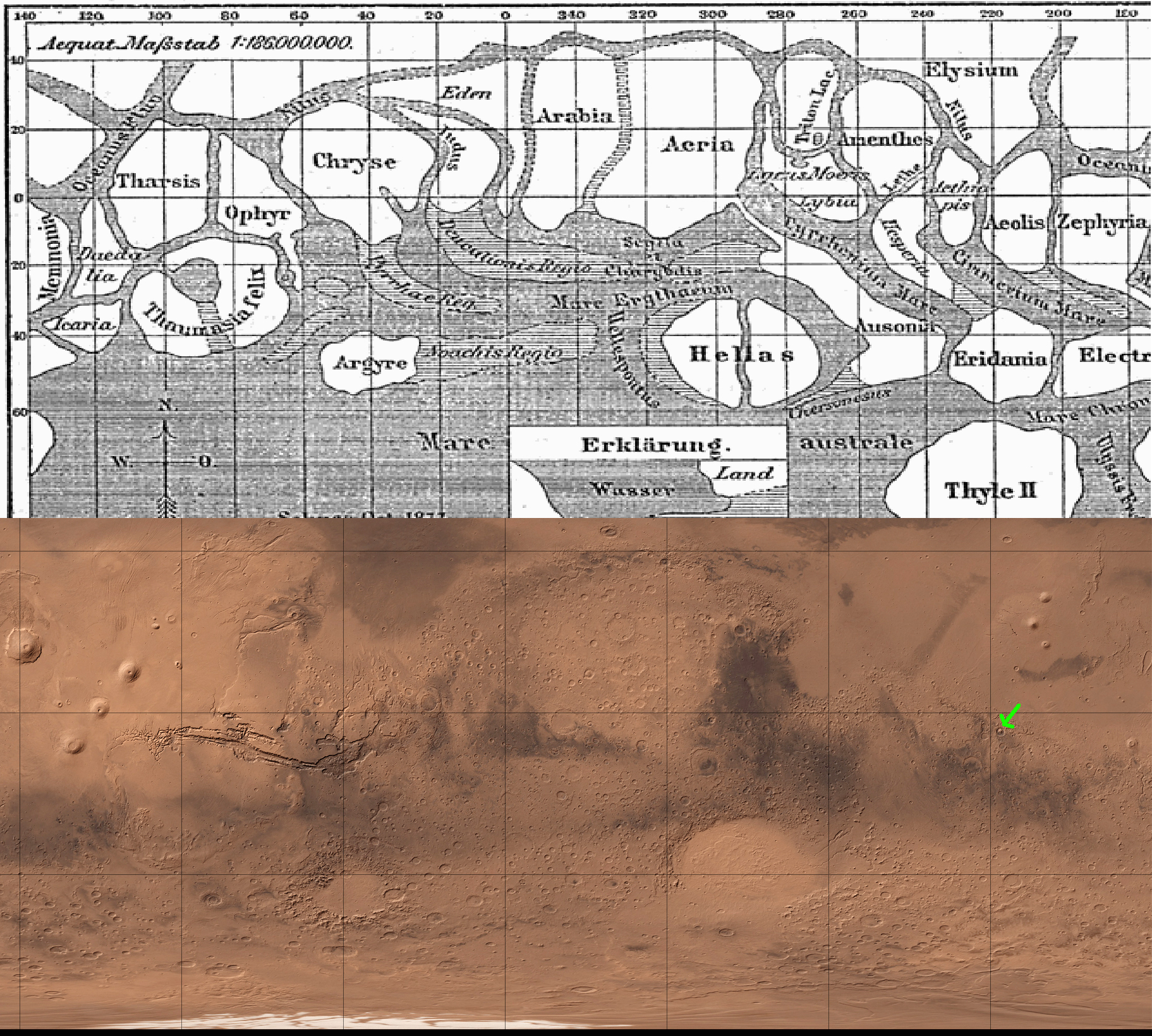
Mars: mapa Schiaparellego z 1888 roku i współczesna mapa oparta na obserwacjach satelitarnych

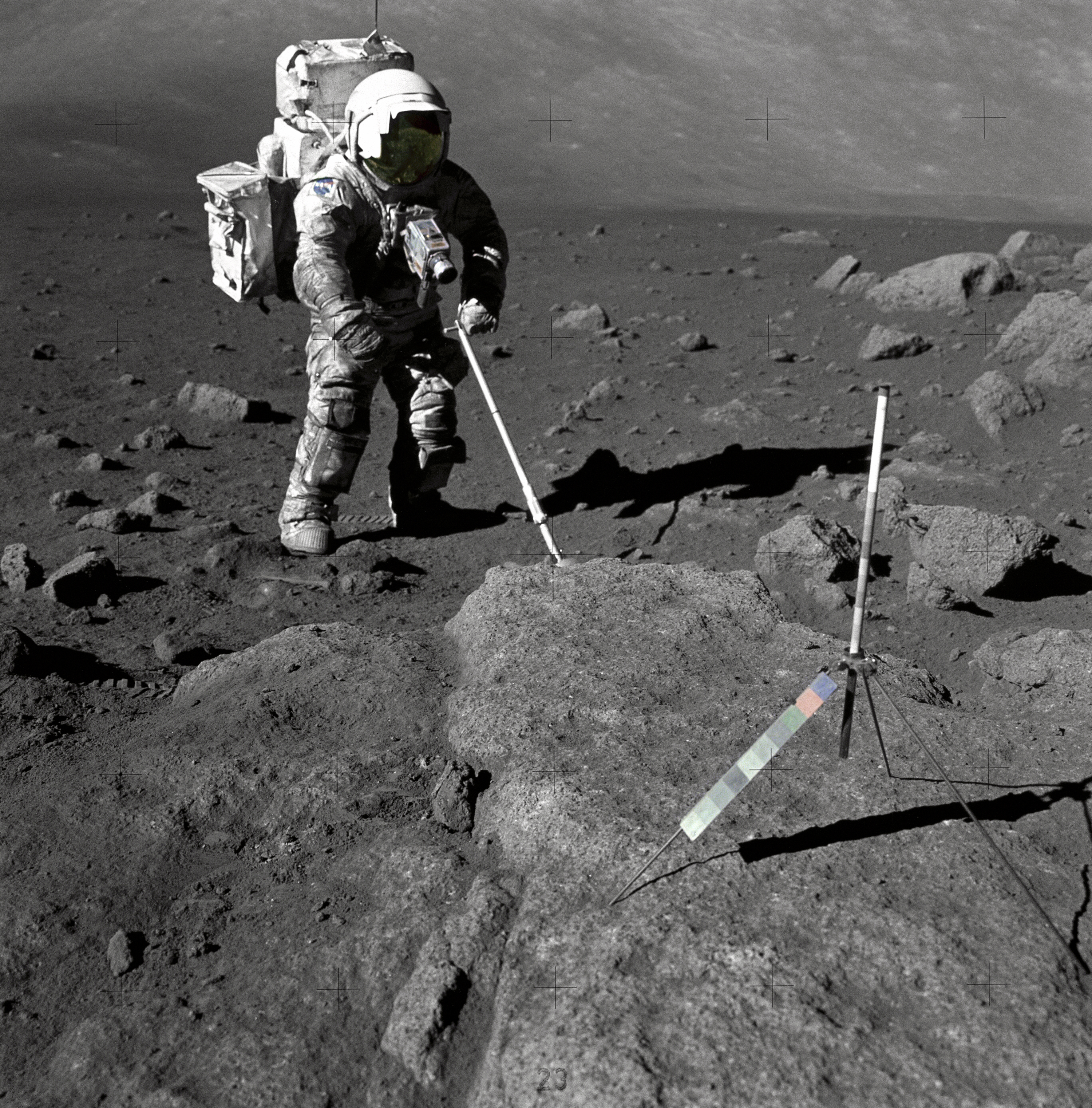
Geolog-astronauta Harrison Schmitt pobiera próbki skał księżycowych do badań

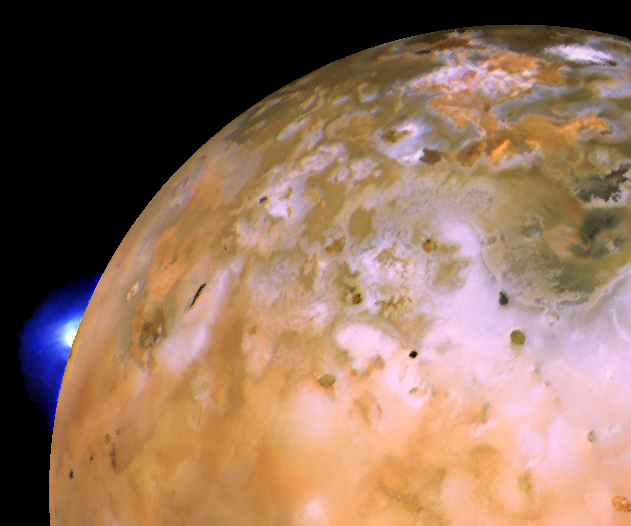
Aktywność wulkaniczna Io, przewidziana przez planetologów-teoretyków i obserwowana przez sondę Voyager 2

Planetologia, nauki planetarne – interdyscyplinarna dziedzina nauki, wywodząca się z astronomii, zajmująca się badaniem budowy i ewolucji planet, księżyców, oraz mniejszych ciał niebieskich, a także procesów na nich zachodzących. Dzięki rozwojowi badań kosmosu od II połowy XX wieku, w szczególności misjom automatycznych sond kosmicznych, możliwości badania planet Układu Słonecznego nie ograniczają się już do samych obserwacji astronomicznych. Coraz częściej w badaniach planetologicznych wykorzystywane są metody geofizyczne i geologiczne.
Nauki o Ziemi również mogą być rozumiane jako część nauk planetarnych. Na niektórych uczelniach wyższych istnieją jednostki badawcze zajmujące się zarówno naukami o Ziemi, jak i innych planetach, lub kierunki studiów łączące te dziedziny (np. „Geofizyka w Geologii” na Uniwersytecie Warszawskim).

## Metody badań planetologii

### Teledetekcja
Przy badaniu planet i księżyców Układu Słonecznego wykorzystuje się głównie metody teledetekcyjne, prowadząc obserwacje z Ziemi i z kosmosu. Badania planet wykraczające poza mechanikę nieba rozpoczęły się z rozwojem teleskopów, kiedy możliwe stało się identyfikowanie szczegółów ich powierzchni; w XIX wieku powstały pierwsze mapy Marsa. Obserwacje radioteleskopowe w latach 70. XX wieku pozwoliły poznać ukształtowanie powierzchni Wenus. Obserwacje naziemne i z niskiej orbity okołoziemskiej są kontynuowane także w epoce lotów międzyplanetarnych. Radary naziemne są regularnie wykorzystywane do obserwacji planetoid bliskich Ziemi
Obecnie najwięcej informacji wartościowych dla planetologii dostarczają sondy kosmiczne przelatujące w pobliżu planet i orbitujące wokół nich. Do tej pory (2018) udało się wprowadzić sztuczne satelity na orbity wokół Księżyca, sześciu planet Układu Słonecznego (z wyjątkiem Urana i Neptuna), a także niektórych planetoid i jądra komety 67P/Czuriumow-Gierasimienko.
Obserwacje ukształtowania powierzchni (w świetle widzialnym, podczerwieni oraz radarowe) pozwalają na dokonanie analiz geomorfologicznych. Dzięki nim możliwe jest postawienie hipotez dotyczących zjawisk kształtujących powierzchnię, w tym procesów impaktowych, tektonicznych i wulkanicznych. Prowadzone są także obserwacje spektroskopowe, ujawniające skład chemiczny powierzchni i dystrybucję minerałów. Satelita krążący po orbicie planety lub księżyca dostarcza informacji o polu grawitacyjnym okrążanego ciała, pozwalających planetologom tworzyć modele jego budowy wewnętrznej.

### Badania powierzchniowe
W miarę rozwoju planetologii możliwe staje się używanie na innych ciałach niebieskich metod badawczych wypracowanych na Ziemi. Badania takie są prowadzone przez lądowniki, łaziki, a w przypadku Księżyca także astronautów. W ramach programu Apollo na Księżyc dostarczony został zestaw instrumentów ALSEP, dzięki któremu przeprowadzone zostały m.in. eksperymenty sejsmiczne (aktywne i pasywne) i magnetometryczne. Sonda InSight, która wylądowała na Marsie w 2018 roku, ma mierzyć m.in. aktywność sejsmiczną planety i strumień ciepła dochodzący z jej wnętrza.
Współcześnie, dzięki zainteresowaniu możliwością istnienia życia i planami wyprawy załogowej, szczególnie rozwija się geologia Marsa. Na powierzchni planety działają (stan na marzec 2019) dwa roboty, stacjonarny lądownik InSight do badań geofizycznych i łazik Curiosity misji Mars Science Laboratory, wyposażony w laboratorium, umożliwiające m.in. badania mineralogiczne próbek, obserwacje radiometryczne i meteorologiczne. Marsjańskie lądowniki sond Viking w latach 1970. prowadziły nawet badania biologiczne.

### Analizy próbek

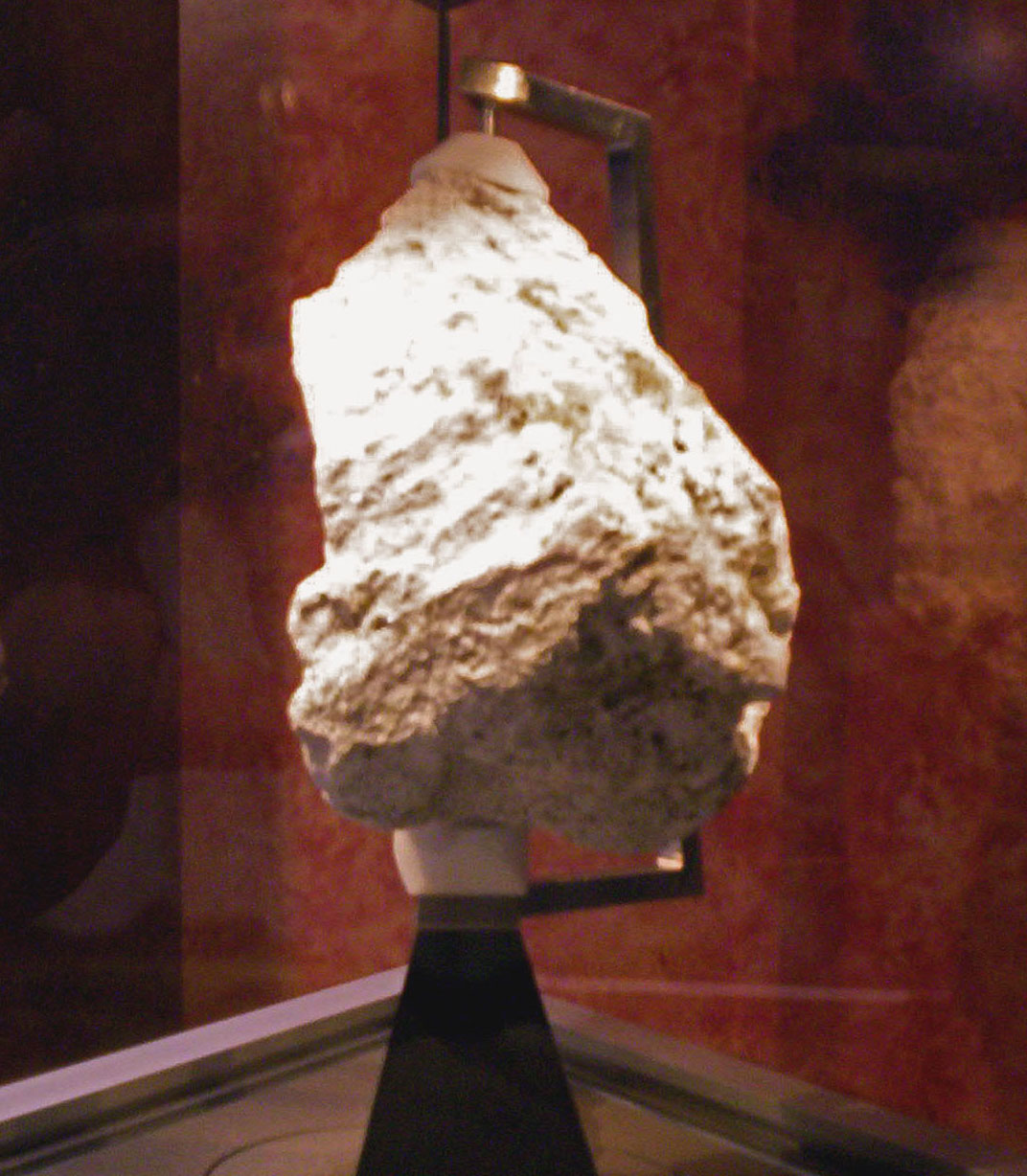
Anortozyt przywieziony z Księżyca

Głównym źródłem próbek materii pochodzącej z ciał Układu Słonecznego są meteoryty. Zidentyfikowano wśród nich skały wyrzucone z powierzchni Marsa (m.in. Allan Hills 84001 i Northwest Africa 7034), Księżyca (np. Yamato 791197) i Westy (meteoryty HED). Takie próbki, poddane badaniom laboratoryjnym, stanowią źródło wiedzy o budowie innych ciał niebieskich. Meteoryty pochodzące z Marsa są jak dotąd jedynym źródłem skał z tej planety na Ziemi.
Załogowe loty Apollo i bezzałogowe misje Łuna na Księżyc pozwoliły zdobyć próbki skał z tego globu, które zostały poddane analizom na Ziemi. Sondy przywiozły także materię z komety 81P/Wild i planetoidy (25143) Itokawa, wzbogacając wiedzę nie tylko o tych ciałach, ale także o historii i ewolucji Układu Słonecznego. W planach jest misja mająca na celu dostarczenie na Ziemię skał pochodzących bezpośrednio z Marsa, rozważane było nawet przechwycenie małej planetoidy bliskiej Ziemi.

### Badania teoretyczne
W ramach planetologii prowadzone są także badania teoretyczne. Jednym z ich dużych sukcesów było przewidzenie aktywności wulkanicznej na Io, księżycu Jowisza, na krótko przed przelotem sond Voyager, dokonane na podstawie obliczeń ilości ciepła wydzielanego przez siły pływowe pochodzące od planety.